# 龍崎站
龍崎站（日语：／ Ryūgasaki eki */?）是位於茨城縣龍崎市字米町3903番1號，關東鐵道的龍崎線車站。
車站位於上，車站名稱為。

## 歷史
- 1900年（明治33年）8月14日 - 龍崎鐵道（日语：竜崎鉄道）龍崎站啟用[1]。
- 1944年（昭和19年）5月13日 - 龍崎鐵道與鹿島參宮鐵道（日语：鹿島参宮鉄道）合併，成為鹿島參宮鐵道龍崎線車站[1]。
- 1954年（昭和29年） - 車站日文寫法變為。
- 1965年（昭和40年）6月1日 - 與鹿島參宮鐵道（日语：鹿島参宮鉄道）合併，成為關東鐵道龍崎線車站[1]。
- 1971年（昭和46年）4月1日 - 終止貨物起卸業務[1]。
- 1974年（昭和49年）5月16日 - 翻新車站大樓[1]。
- 2009年（平成21年）3月14日 - 此站可以使用IC卡PASMO[1]。

## 車站構造
此站是地面車站，設有1面1線的單式月台。
曾經此站設有1面2線的島式月台（港灣式月台），也設有木造2層高的西式車站大樓。靠近車站大樓設有2線機車庫和機關區。此站設有貨物用側線和轉車盤。
在1971年貨物營業廢止後，把不需要使用的側線撤走。隨後在1974年重建車站大樓，同時路軌配置大幅改變，月台縮短。在舊機關區側1條路軌被混凝土推埋，使車站範圍縮小。現時舊月台變成空地和停車場的一部分。
站內設有車廠。車廠和月台均位於龍崎市馴馬町（舊馴柴村）。
此站是直營車站。車站大樓是一座混凝土建築物。閘口外設有候車室。此站可使用IC卡，以及不同列車獨立檢票的措施。
此站設有自動售票機設置。售票機和櫃臺均可購買東日本旅客鐵道（JR東日本）線的聯絡車票。
在2009年（平成21年）3月14日，此站可使用IC卡PASMO，設有IC卡簡易閘機。
在2019年（令和元年）9月，在前商店和烏冬店處設有龍崎市社區巴士乘客專用的候車室「龍舍」（該候車室與鐵路乘客不同候車室）。

## 使用狀況
以下為1日平均乘車人次列表。此站最接近大學和高校，但是較少學生使用，這是由於在佐貫站設有大學直行的特定巴士，也有許多學生使用單車上學。
| 乘車人員變化 | 乘車人員變化 |
| 年度         | 1日平均人次  |
| ------------ | ------------ |
| 2007年       | 1,363        |
| 2008年       | 1,322        |
| 2009年       | 1,254        |
| 2010年       | 1,190        |
| 2011年       | 1,146        |
| 2012年       | 1,167        |
| 2013年       | 1,155        |
| 2014年       | 1,148        |
| 2015年       | 1,201        |
| 2016年       | 1,243        |
| 2017年       | 1,132        |
| 2018年       | 1,131        |

## 車站周邊
龍崎線上與茨城縣道5號龍崎潮來線並行。站前設有巴士總站。另外，車輛倉庫至龍崎站前路口處(茨城縣道121號河內龍崎線相交)設有站前廣場（約60米）。車站附近設有茨城縣道337號龍崎停車場線。站勢圈比較廣寬，向東北、東和南方延伸。
商業、餐廳
- 商店街 - 在車站前路口向東延伸，長約1公里的小規模商店街。該處最接近的町是「米町」。
- Gusto 龍崎店
- COCO'S 龍崎店
- Ministop 龍崎市政廳前店
- Hero 龍崎店（折扣店）

產業、金融
- 東京電力 龍崎分社
- 關東鐵道龍崎營業所（日语：関東鉄道竜ヶ崎営業所） - 巴士車廠。沒有巴士站。
- 常陽銀行（日语：常陽銀行） 龍崎分店
- 筑波銀行（日语：筑波銀行） 龍崎分店
- 龍崎郵局（日语：龍ケ崎郵便局）
- 龍崎米町郵局

教育
- 流通經濟大學
- 茨城縣立龍崎第一高等學校·附屬中學（日语：茨城県立竜ヶ崎第一高等学校・附属中学校）
- 茨城縣立龍崎第二高等學校（日语：茨城県立竜ヶ崎第二高等学校）

公共機構
- 龍崎市政廳
- 稻敷地方廣域市町村圈事務組合（日语：稲敷地方広域市町村圏事務組合）龍崎消防署
- 龍崎市立中央圖書館（日语：龍ケ崎市立中央図書館）

## 巴士路線
此站設有前往取手市、稻敷市江戶崎地區方向的一般巴士路線，也有龍崎市、河內町的社區巴士路線。
在龍崎市關東鐵道提攜下，龍崎市內指定巴士路線實施日間優惠。從始發處於早上8時至下午5時出發的班次中，在龍崎市內的車費上限為200日圓。
另外，2020年3月14日佐貫站改名為龍崎市站。為了區別兩站，方向幕以「關鐵龍崎站」表示。

### 一般巴士路線
關東鐵道（龍崎營業所、江戶崎車廠）
- 前往戶張、江戶崎
- 前往龍崎汽車訓練學校、川原代醫院、龍崎市站（東出口）
- 前往龍崎汽車訓練學校、川原代醫院、龍崎市站東出口前、藤代廳舍、光風台團地、取手站（東出口）

※曾經此站設有茨城觀光自動車（茨觀）、JR巴士關東駛入此站。

### 社區巴士路線
龍崎市社區巴士
- 龍·湯巴士（委托者：關東鐵道龍崎營業所）
  - 循環路線內回：龍崎濟生會醫院（日语：龍ケ崎済生会病院） 方向
  - 循環路線外回：Supura購物中心（伊藤洋華堂龍崎店） 方向
- 龍宮巴士（委托者：平成觀光自動車）
  - A路線（南丘、長山線）
  - B路線（湯ったり館線）
  - C路線（北方、大宮線）
  - D路線（泉線）

河內町社區巴士
- 前往河內町公所前、突合、十三間戶

## 相鄰車站
關東鐵道
■龍崎線
入地－龍崎

## 注腳
1. 1 2 3 4 5 6 7 8 9 10  曾根悟（監修）. 朝日新聞出版分冊百科編集部（編集） , 编. . 週刊朝日百科. 21号 関東鉄道・真岡鐵道・首都圏新都市鉄道・流鉄. 朝日新聞出版. 2011-08-07: 7–12 （日语）.
2. ↑  関東鉄道 駅別乗降人員 （页面存档备份，存于）（日語）
3. ↑  在1923年竣工，為第二代車站大樓。在1944年鹿島參宮鐵道合併前，龍崎鐵道的總社事務室位於2樓。
4. ↑  竜ヶ崎駅トイレリニューアルオープン！竜ヶ崎線開業120周年記念！ （页面存档备份，存于）（日語）
5. ↑  統計りゅうがさき （页面存档备份，存于）（日語）

## 外部連結
- 龍崎站 | 車站案內 （页面存档备份，存于）（日語） - 關東鐵道
- 龍崎市巴士路線情報 （页面存档备份，存于）（日語） - 龍崎市
- 龍崎市社區巴士 （页面存档备份，存于）（日語） - 龍崎市